# Adam of Kilconquhar
Adam of Kilconquhar, Earl of Carrick (auch Adam de Kilconcath) († 1271 bei Akkon) war ein schottischer Adliger.
Die genaue Herkunft von Adam of Kilconquhar ist ungeklärt. Vermutlich war er ein Sohn von Duncan of Kilconquhar, der ein Enkel von Duncan, 3. Earl of Fife war. Kilconquhar war ein Lehen der Bischöfe von St Andrews, die es wiederum als Lehen der Earls of Fife hielten. Dazu war Adam vermutlich mit der Familie Comyn verwandt. Dank dieser Beziehung wählte König Alexander III. vielleicht Adam aus, als John Comyn of Badenoch in den 1260er Jahren wieder politische Bedeutung erlangte. Adam sollte die junge Marjorie, das einzige Kind von Niall, Earl of Carrick und damit dessen Erbin, heiraten. Durch die Heirat wurde er Iure uxoris Earl of Carrick. Er spielte politisch aber kaum eine Rolle und bezeugte nur unregelmäßig Urkunden des Königs. Wie mehrere andere schottische Adlige nahm er ab 1270 am Kreuzzug des englischen Thronfolgers Eduard teil. Dabei starb er 1271 an einer Krankheit bei Akkon.
Aus seiner Ehe mit Marjorie hatte Adam mindestens eine Tochter, deren Name nicht bekannt ist. Sie heiratete später Thomas Randolph aus Roxburghshire. Adams Witwe heiratete um 1272 in zweiter Ehe Robert de Brus. Der Legende nach soll Brus ihr die Nachricht vom Tod ihres Mannes überbracht haben, als er vom Kreuzzug heimkehrte. Tatsächlich hatte aber nicht er, sondern sein gleichnamiger Vater Robert de Brus an dem Kreuzzug teilgenommen.